# David Draiman
David Michael Draiman (n. 13 martie 1973) este un cântăreț și compozitor american, vocalistul formațiilor metal Disturbed și Device. În noiembrie 2006, Draiman a fost votat numărul 42 în "Top 100 Metal Vocalists of All Time" publicat de Hit Parader.
În iulie 2011, Disturbed și-a luat o pauză. Draiman a anunțat anul următor că el lucrează la un proiect industrial rock/metal cu Geno Lenardo (fost membru al Filter), care mai târziu a fost denumit Device.
În ianuarie 2013, s-a anunțat că Draiman va produce al 6-lea album al formației metal Trivium, Vengeance Falls, în Austin, Texas.

## Discografie
Disturbed
- The Sickness (2000)
- Believe (2002)
- Ten Thousand Fists (2005)
- Indestructible (2008)
- Asylum (2010)
- The Lost Children (2011)

Solo
- "Forsaken" (Written by Jonathan Davis) (2002)
- "Dance in the Rain" (guest vocals for Megadeth) (2013)

Device
- Device (2013)